# Psammohydra nana
Psammohydra nana är en nässeldjursart som beskrevs av Schulz 1950. Psammohydra nana ingår i släktet Psammohydra och familjen Boreohydridae. Inga underarter finns listade i Catalogue of Life.